# Шарков Артем Володимирович
Артем Володимирович Шарков — підполковник Збройних сил України, учасник російсько-української війни, що відзначився у ході російського вторгнення в Україну. Герой України (2023).

## Нагороди
- Звання Герой України з врученням ордена «Золота Зірка» (23 лютого 2023) — за особисту мужність і героїзм, виявлені у захисті державного суверенітету та територіальної цілісності України, самовіддане служіння Українському народу[1].